# Eduardo Prado Regueiro
Eduardo Prado Regueiro (La Coruña, 1904-Madrid, 1983) fue un germanista, filólogo y traductor español.
Tras realizar sus primeros estudios en su ciudad natal, estudió germanística entre 1924 y 1929 en la Universidad de Hamburgo. Perito y profesor mercantil, pronto se empleó tanto en la enseñanza de idiomas como en vincular sus servicios a diversas empresas de importación/exportación comerciales. Retornado a España, en 1930 es profesor en el Colegio Alemán de Madrid, y desde 1939, traductor del Ministerio del Aire en diversas lenguas; su carrera de traductor se orientó prioritariamente hacia versiones de tipo técnico para diversas empresas, entidades bancarias e instituciones oficiales, fundamentalmente en alemán, si bien conocía fluidamente también italiano, inglés, francés y portugués. Asimismo destacó por sus estudios sobre gramática española. Recibió por su tarea en 1966 la Cruz al Mérito de 1ª clase de la República Federal de Alemania; en 1958, también fue galardonado junto a Julio López Morales, por la traducción desde el alemán de la Historia de la Casa Siemens, con el Premio de traducción Fray Luis de León.